# Beatrice Straight
Beatrice Whitney Straight (Old Westbury (Nassau County), 2 augustus 1914 – Los Angeles, 7 april 2001) was een Amerikaans actrice.
Straight won in 1953 een Tony Award voor haar rol in het toneelstuk The Crucible en in 1977 een Oscar voor haar bijrol als Louise Schumacher in de film Network. Een jaar later werd zij genomineerd voor een Emmy Award voor haar gastrol in de miniserie The Dain Curse, maar in 1987 ook voor de Razzie Award voor slechtste bijrolspeelster voor de dramafilm Power.
Straight trouwde in 1949 met haar tweede echtgenoot Peter Cookson en bleef samen met hem tot aan haar overlijden. Ze kreeg samen met hem twee kinderen, onder wie regisseur-scenarioschrijver Tony Cookson. Straight was eerder getrouwd met de Engelse producent Louis Dolivet.

## Filmografie
*Exclusief zeven televisiefilms
- Deceived (1991)
- Power (1986)
- Two of a Kind (1983)
- Poltergeist (1982)
- Endless Love (1981)
- The Formula (1980)
- Bloodline (1979)
- The Promise (1979)
- Network (1976)
- The Garden Party (1973)
- The Young Lovers (1964)
- The Nun's Story (1959)
- The Silken Affair (1956)
- Patterns (1956)
- Phone Call from a Stranger (1952)

## Televisieseries
*Exclusief eenmalige gastrollen
- St. Elsewhere - Marjorie Andrews (1988, drie afleveringen)
- Wonder Woman - Queen (1977, twee afleveringen)